# Rádio Janko Hraško
Rádio JankoHraško.sk je folklorní internetové rádio, zaměřené na prezentaci slovenského folkloru. Neziskové rádio založilo občanské sdružení Folklór bez hranic 21. března 2007 na Slovensku.

## Vysílání
V rámci vysílání internetového rádia představuje folklórní subjekty ze Slovenska ale i ze zahraničí, které zastřešují srdužení zahraničních Slováků. Realizuje moderované vysílání, živé přenosy folklorních akcí po celém Slovensku a ze zahraničí.

## Program rádia
Rádio JankoHraško.sk vysílá nepřetržitě. Aktualizovaný program je dostupný na jeho webových stránkách.